# دوغ بوث
دوغ بوث (بالإنجليزية: Doug Booth)‏ هو لاعب كرة قدم أسترالية نيوزلندي وأسترالي، ولد في 1 أغسطس 1957.

## وصلات خارجية
- دوغ بوث على موقع AustralianFootball.com (الإنجليزية)
- دوغ بوث على موقع AFLtables.com (الإنجليزية)